# مبيد آفات
 مبيدات الآفات أو مُبِيد الحَشَرَات هي مواد أو خليط من المواد يُقصد منها الوقاية، تدمير، محاربة وصد، أو التلطيف من حدة أثر آفةٍ ما. ومن ثم، فقد يكون مبيد الآفات مادةً كيميائيةً، عنصر أو عامل حيوي بيولوجي (مثل الفيروس أو البكتريا)، مضاد للميكروبات، مطهر أو مبيد للجراثيم أو حتى أداة تُستخدم ضد أي آفةٍ كانت. وهنا فقد تكون تلك الآفة حشرةٍ ما، أعشاب ضارة، رخوياتٍ، طيورٍ، حيوانات ثديية، أسماكٍ، الديدان الإسطوانية، بالإضافة إلى الميكروبات التي تقوم بتدمير الملكيات وتتسبب في انتشار الأمراض أو تمثل ناقلاً للأمراض أو مصدر ازعاج للبشر بصورةٍ عامةٍ. وعلى الرغم من وجود فوائدٍ لاستخدام مبيدات الآفات، إلا أنه توجد لها آثارها الضارة الخطيرة، مثل احتمالية التسمم البشري أو حتى الحيوانات الأخرى. ووفقاً لبنود اتفاقية استكهولم بشأن الملوثات العضوية الثابتة، فإن كل عشرة من أصل إثني عشر مركبٍ كيميائيٍ ثابت وشديد الخطورة تمثل مبيدات آفات.

## التعريف
عرَّفَت منظمة الأغذية والزراعة التابعة للأمم المتحدة مصطلح مبيد الآفات على أنه:
 أي مادةٍ أو خليط موادٍ يُقصد منها الوقاية من، تدمير أو مكافحة أي آفةٍ كانت، ومنها مثلاً ناقلات الأمراض البشرية أو الحيوانية، بالإضافة إلى الأجناس غير المرغوبة من النباتات أو الحيوانات المسببة للاذى أو الضرر في أثناء أو تتداخل مع عملية الإنتاج، المعالجة، التخزين، النقل، أو تسويق الأطعمة، وكذلك المنتجات الزراعية، الأخشاب والمنتجات الخشبية أو المغذيات الحيوانية، أو حتى المواد التي يمكن معالجة الحيوانات بها من خلال مكافحة الحشرات، العنكبوتيات، أو أي آفاتٍ أخرى تعيش سواءً في أو على أجساد الأجسام المختلفة. كما يشمل المصطلح تلك المواد التي قُصِدَ منها أن تُستخدم كمنظمات لنمو النباتات، حماية أوراق النباتات، تجفيفها، أو كعاملٍ لتخفيف أوراق النبات أو منع السقوط المبكر لثمار الفاكهة عن أغصانها. هذا ويُستخدم المصطلح للإشارة إلى أي مادةٍ تُستخدم مع المحاصيل سواءً قبيل أو بعد الحصاد لحماية المحصول من الفساد خلال عملية التخزين أو النقل.  
| نوع مبيد الآفات          | مجموعة الآفات المستهدفة    |
| ------------------------ | -------------------------- |
| مبيد الطحالب (Algicide)  | الطحالب                    |
| مبيد طيور (avicide)      | الطيور                     |
| مبيد بكتيري              | البكتريا                   |
| مبيد فطري                | الفطريات والفطريات البيضية |
| مبيد حشري                | الحشرات                    |
| مبيد تسوس أو مبيد للقراد | سوس                        |
| مبيد رخويات              | حلزون                      |
| مبيد الديدان الأسطوانية  | ديدان أسطوانية             |
| مبيد قوارض               | قوارض                      |
| عقار مضاد الفيروسات      | فيروسات                    |

و تتضمن الفئات الفرعية لمبيدات الآفات: مدبيدات الأعشاب، المبيدات الحشرية، مبيدات الفطريات، مبيد قوارض، مبيد قمل (pediculicide)، والمبيدات الحيوية.
يمكن تصنيف مبيدات الآفات بناءً على الكائن الحي المستهدف، البنية الكيميائية، والحالة الفيزيائية. كما يمكن تصنيف مبيدات الآفات على أنها غير عضوية، اصطناعية، أو مبيد حيوي  في حين تطورت مبيدات الآفات المشتقة من النباتات أو البوتانيكال بسرعةٍ وتشتمل تلك المبيدات كلاً من البايريثرويدات (pyrethroids)، الروتينات (rotenoids)، النيكوتينات، وكذلك مجموعةٍ رابعةٍ تتضمن السيلاروزيد (Scilliroside) ومادة الإستكرينين السامة (بالإنجليزية:  Strychnine)‏.15
يمكن تجميع العديد من مبيدات الآفات مجموعاتٍ كيميائيةٍ. ومن أشهر مجموعات المبيدات الحشرية مجموعة الكلور العضوي (organochloride)، الفوسفات العضوي، والكارباميت (carbamates). هذا ويمكن تقسيم هيدروكربوان الكلوريد العضوي (Organochlorine hydrocarbons) (مثل الدي دي تي) إلى dichlorodiphenylethanes، مركبات السيكلودين (cyclodiene)، ومركبات أخرى مرتبطة بهما. وتقوم تلك المبيدات بعملها من خلال تعطيل توازن الصوديوم/ البوتاسيوم بالألياف العصبية، ملزماً العصب بالنقل بصورةٍ مستمرةٍ. هذا وتتنوع السموم بصورةٍ كبيرةٍ، إلا أنه تم التخلص منها تدريجياً بسبب ثباتها وقدرتها على التجمع الحيوي 239-240. كما أن الفوسفات العضوي والكارباميت يحلا محل الكلور العضوي. حيث يعمل كليهما من خلال منع إنزيم أستيل كولينستيراز (acetylcholinesterase)، مما يسمح للأستيل كولين بنقل نبضات العصب بصورةٍ دائمةٍ ويتسبب كذلك في مجموعةٍ من الأعراض المتنوعة مثل الضعف أو الشلل. هذا بالإضافة إلى أن الفوسفاتات العضوية تتسم بأنها سامة تماماً للنباتات، كما أنه تم استبدالها في بعض الحالات بكارباميت الأقل سميةٍ.136-137 وهنا نلاحظ أن الثيوكارباميت (Thiocarbamate) والديثيوكارباميت (dithiocarbamates) تعتبرات تصنيفاتٍ فرعيةٍ للكارباميت. ومن ناحيةٍ أخرى نلاحظ أن أشهر عائلات مبيدات الأأعشاب تتضمن مبيدات الفيوكسي (pheoxy) وحمض البنزويك (2,4 – حمض ثنائي كلوروأسيتيك (بالإنجليزية:  2,4-Dichlorophenoxyacetic acid)‏)، التريازين (triazines) (مثل الأترازين (Atrazine))، اليوريا (مثل الديورون (بالإنجليزية:  diuron)‏)، والكلوروأسيتانيليدات (Chloroacetanilides) (مثل الألاكلور (بالإنجليزية:  Alachlor)‏). في حين تهدف مركبات فينوكسي (Phenoxy) إلى القتل الانتقائي للأعشاب عريضة الأوراق بدلاً من قتل الحشائش. وهننا تقوم مبيدات حمض البنزويك والفينوكسي العشبية بنفس وظيفة هرمونات النمو النباتي، وتساعد على إنماء الخلايا بدون تقسيم طبيعي للخلية، في حين تقوم بسحق نظام نقل مغذيات النبات 300. ويتداخل التريازين مع عملية البناء الضوئي 335. وفي النهاية نلاحظ أن العديد من مبيدات الآفات لم يتم إدراجها ضمن تلك العائلات ومنها مثلاً الغليفوسات (Glyphosate).
كما تم تصنيف مبيدات الآفات بناءً على وظيفة بنيتها الكيميائية أو طريقة التطبيق. فغالبية مبيدات الآفات تعمل بواسطة الحشرات السامة. ويتحرك مبيد الآفات النظامي داخل النبات بعد قيام النبات بامتصاصه. ومع وجود المبيدات الحشرية وغالبية مبيدات الفطريات، تكون الحركة غالباً إلى أعلى (بواسطة الزايلم) وللخارج كذلك. ومن ثم فقد تكون من النتائج زيادة الكفاءة. كما قد تقتل مبيدات الحشرات النظامية، والتي تسمم حبوب اللقاح والرحيق في الزهزر، النحل والملقحات (بالإنجليزية:  pollinator)‏ الأخرى.
و في 2009، تم الإعلان عن تطوير صنفٍ جديدٍ من مبيدات الفطريات يُطلق عليه البالدوكسين (paldoxins). وتعمل تلك المبيدات من خلال الاستفادة من ميزة كيماويات الدفاع الطبيعي التي تُطلقها النباتات والتي تُدعى فيتوألكسين (phytoalexins)، والتي تزيل الفطريات السموم عنها بعد ذلك باستخدام الإنزيمات. وتمنع البالوكسينات عمل إنزيمات الفطرايت المزيلة للسموم. ومن المعتقد أن تكون أأمن وأكثر صداقةٍ للبيئة.

## الاستخدامات
تُستخدم مبيدات الآفات لمكافحة الكائنات الحية التي تعتبر مضرة. فعلى سبيل المثال، تُستخدم لقتل البعوض الذي يقوم بنقل الكثير من الأمراض المؤذية المميتة والتي منها على سبيل المثال لا الحصر فيروس غرب النيل (بالإنجليزية:  West Nile virus)‏، الحمى الصفراء والملاريا. هذا وتستطيع مبيدات الآفات كذلك قتل النحل، الدبابير (الزنابير) أو النمل والذي قد يتسبب في ردود فعلٍ الحساسية. هذا وللمبيدات الحشرية القدرة على حماية الحيوانات من الأمراض التي قد تسببها الطفيليات مثل البراغيث. كما أن مبيدات الآفات لها القدرة على الوقاية من أمراض البشر التي يمكن أن تسببها الأطعمة المتعفنة أو المنتجات المريضة. في حين يمكن استخدام مبيدات الأعشاب لتنظيف الأعشاب الموجودة على جانبي الطريق، الأشجار وحتى الحدائق والجنان. كما أن لها القدرة على قتل الحشائش الغازية التي قد تتسبب في ضررٍ بيئي. كما يتم إضافة مبيدات الأعشاب إلى كلٍ من المستنقعات وبرك المياه لمكافحة الطحالب والنباتات مثل الأعشاب المائية التي تُعيق وتتداخل في ممارسة العديد من الأنشطة كالسباحة والصيد وتتسبب في أن تبدو المياه بصورةٍ أو تصدر منها رائحة غير جيدة. حيث نلاحظ أن بعض الآفات التي لا يمكن السيطرة عليها أو مكافحتها مثل النمل الأبيض والعفن لها القدرة على إفساد وتدمير البنيات مثل المنازل وخلافه. كما تُستخدم مبيدات الآفات كذلك في متاجر البقالة ومنشآـ تخزين الطعام للتعامل مع القوارض والحشرات التي تفسد الأطعمة مثل الحبوب. إلا أننا لابد لنا أن نضع في الاعتبار أن كل استخدامٍ من استخدامات مبيدات الآفات له وجه الخطورة الخاص به. إلا أن الاستخدام الرشيد الملائم لمبيدات الآفات يقلص من هذا المخاطر المصاحبة إلى مستوى تقبله وكالات تشريعات بميدات الآفات مثل وكالة حماية البيئة الأمريكية ووكالة تنظيم إدارة الآفات (بالإنجليزية:  Pest Management Regulatory Agency)‏ والقائمة في كندا.
مما يجعل لمبيدات الآفات القدرة على توفير أموال المزارعين من خلال مكافحة فقدان المحاصيل بسبب الحشرات والآفات الأخرى؛ ففي الولايات المتحدة الأمريكية، يحصل المزارعون على أربعة أضعاف العائد المالي للأموال التي ينفقونها على مبيدات الآفات. وقد وجدت إحدى الدراسات أن عدم استخدام مبيدات الآفات يقلل من ناتج المحصول الزراعي لما يقارب 10% تقريباً. في حين أوجدت دراسةٌ أخرى أُجريت عام 1999 أن حظراً على مبيدات الآفات في الولايات المتحدة الأمريكية قد يُسفر عن ارتفاع في أسعار الغذاء، فقد العديد من الوظائف، وزيادة في المجاعة العالمية.
يعتبر ثنائي كلورو ثنائي فينيل ثلاثي كلورو الإيثان (دي دي تي) والذي يتم رشه على جدران المنازل، مبيد ينتمي لمجموعة (الكلور العضوي (أورغانوكلوريد organochloride)) والذي يُستخدم في محاربة الملاريا منذ فترة الخمسينات من القرن العشرين. وقد وفرت بيانات السياسة الحالية والصادرة من قِبَلِ منظمة الصحة العالمية دعماً قوياً لذلك المدخل في المكافحة. حيث قال دكتور أراتا كوتشي (Arata Kochi)، رئيس مكتب الملاريا بمنظمة الصحة العالمية: «تمثل طريقة رش دواخل منازل الإقامة إحدى الأدوات الفعالة وأفضلها المستخدمة ضد مرض الملاريا. كما يُعتبر مبيد ثنائي كلورو ثنائي فينيل ثلاثي كلورو الإيثان (دي دي تي) الحشري واحداً من دزينة المبيدات الحشرية التي أقرتها منظمة الصحة العالمية على أنها آمنة ليتم رشها داخل المنازل.»  على الرغم من ذلك، ومنذ ذلك الحين، ربطت دراسةٌ أُجريت في أكتوبر 2007، بين سرطان الثدي والتعرض لمبيد الدي دي تي قبيل سن البلوغ. إلا أن الدي دي تي قد يتسبب في التسمم بالإضافة إلى الهيدروكربونات المكلورة (chlorinated hydrocarbons) الأخرى بسبب الدخول في سلسلة غذاء الإنسان عندما تتأثر بها أنسجة الحيوانات. وهنا تشتمل الأعراض التهيج العصبي، الرعشة، التشجنات أو الموت. ويُقَدِّر العلماء أن الدي دي تي والمواد الكيميائية الأخرى التي تنتمي إلى مجموعة مبيدات الآفات قد أنقذت حياة 7 ملايين فرداً منذ عام 1945 من خلال مكافحة انتقال الأمراض مثل الملاريا، الطاعون الدبلي (bubonic plague)، مرض النوم والتيفوس. على الرغم من ذلك، فإن استخدام مبيد الدي دي تي ليس بفعالٍ دائماً، حيث تم تحديد ظاهرة مقاومة الدي دي تي (Pesticide resistance) في أفريقيا في أوائل عام 1955، وبحلول 1972 أصبح 19 صنفاً من اصناف البعوض مقاوماً لمبيد الدي دي تي. هذا وقد أثبتت دراسةٌ تابعةٌ لمنظمة الصحة العالمية في عام 2000 بفيتنام أن مكافحة الملاريا بعدم استخدام الدي دي تي كانت فعالة بصورةٍ دالةٍ عن استخدام مبيد الدي دي تي. هذا ويعتبر التأثير البيئي لمبيد الدي دي تي على الكائنات الحية أحد أمثلة التراكم الحيوي.

## الكميات
استهلك العالم في عامي 2006 و2007 تقريباً نحو 5.2 مليار باوند من مبيدات الآفات، حيث كانت مبيدات الأعشاب تمثل الغالبية من معدل استهلاك العالم من مبيدات الآفات بنسبة 40% أتى بعدها المبيدات الحشرية ومبيدات الفطريات بإجمالي يُقَدَّرُ بـ 17% و10% على التوالي. في حين استهلكت الولايات المتحدة الأمريكية وحدها في عامي 2006 و2007 تقريباً نحو 1.1 مليار باونداً من مبيدات الآفات بما يُعادل 22% من الاستهلاك العالمي. وبالنسبة لمبيدات الآفات التقليدية والتي تُستخدم في قطاعات الزراعة الإضافة إلى كلٍ من الصناعة، التجارة، الحكومة والمنازل والحدائق، فقد استهلكت الولايات المتحدة الأمريكية إجمالي يُقَدَّرُ بـ 857 مليون باونداً، حيث كان معدل الاستهلاك في قطاعات الزراعة وحدها نحو 80% من إجمالي الاستهلاك الكلي من مبيدات الآفات. هذا وتنتشر مبيدات الآفات في استخدامات غالبية الأسر الأمريكية، بإجمالي 78 مليون من أصل 105.5 مليون أسرةً تشير إلى استخدام إحدى صور مبيدات الآفات. وحالياً يوجد أكثر من 1.055 مكوناً نشطاً مسجل كمبيد آفات ، والتي يتم تجميعها معاً لإنتاج أكثر من 16.000 منتجاً لمبيدات الآفات التي يتم تسويقها في الولايات المتحدة الأمريكية.

## التكلفة
| الضرر                            | التكلفة السنوية |
| -------------------------------- | --------------- |
| الصحة العامة                     | $1.1 مليار      |
| مقاومة الآفات لمبيدات الآفات     | $1.5 مليار      |
| فاقد المحاصيل بسبب مبيدات الآفات | $1.4 مليار      |
| فاقد الطيور بسبب مبيدات الآفات   | $2.2 مليار      |
| تلوث المياه الجوفية              | $2.0 مليار      |
| تكلفة أخرى                       | $1.4 مليار      |
| التكلفة الإجمالية                | $9.6 مليار      |

أما من جانب التكلفة لاستخدام مبيدات الآفات، فترتبط التكلفة بالصحة البيئية والبشرية، بالإضافة إلى التكلفة الخاصة بتطوير وأبحاث مبيدات الآفات الجديدة.
و نلاحظ أن تكلفة الصحة البشرية والبيئية المتأثرة بمبيدات الآفات في الولايات المتحدة الأمريكية تُقَدَّرُ إجمالاً بـ 9.6 مليار دولاراً أمريكياً.
كما تشتمل التكلفة الإضافية عملية التسجيل وتكلفة شراء مبيدات الآفات. ونلاحظ أن عملية التسجيل قد تستغرق سنواتٍ عدةٍ لاستكمال 70 نوعاً مختلفاً من الاختبارات الحقلية والتي قد تُكَلِّف فيما بين 50- 70 مليوناً لمبيد الآفات الواحد. وتنفق الولايات المتحدة الأمريكية سنوياً نحو 10 مليارات دولاراً أمريكياً على مبيدات الآفات.

### التأثير البيئي
(بالإنجليزية:  Environmental effects of pesticides)‏
يتسبب استخدام مبيدات الآفات في رفع المخاطر اليئية. حيث أن أكثر من 98% من الكبيدات الحشرية التي يتم رشها و95% من مبيدات الأعشاب تصل إلى وجهةٍ أخرى من مجرد الأجناس المستهدفة فقط، والتي منها أجناسٍ غير مستهدفةٍ، الهواء، الماء والتربة. فتحدث عملية انجراف لمبيدات الآفات عندما تحمل الرياح مبيدات الآفات المعلقة في الهواء كالجسيمات ونقلها إلى منطاقٍ أخرى، وربما تتسبب في تلوثها. وهنا نلاحظ أن مبيدات الآفات تمثل أحد أسباب تلوث المياه، كما أن بعض مبيدات الآفات تعتبر ملوثاتٍ عضويةٍ ثابتةٍ وتسهم في تلوث التربة.
هذا بالإضافة إلى أن استخدام مبيدات الآفات يُقَلل من التنوع الحيوي، كما يقلل كذلك من تثبيت النيتروجين ، يساهم في انخفاض الملقحات ، تدمير مواطن الإقامة وخاصةً عند الطيور ، بالإضافة إلى أن مبيدات الآفات تُهدد الكائنات الحية المهددة بالانقراض 
.
و للآفات القدرة على تنمية وتطوير دفاعيات المقاومة لمبيدات الآفات، ملزمةً الآخرين بإنتاج مبيداً جديداً ليتم استخدامه. وبدلاً من ذلك، يُمكن استخدام جرعاتٍ أكبر من مبيد الآفات لإبطال ـأثير المقاومة، على الرغم من أن هذا سيتسبب في زيادة الإساءة لمشكلة التلوث المتفاقمة.

### التأثيرات الصحية لمبيدات الآفات
(بالإنجليزية:  الآثار الصحية للمبيدات)‏

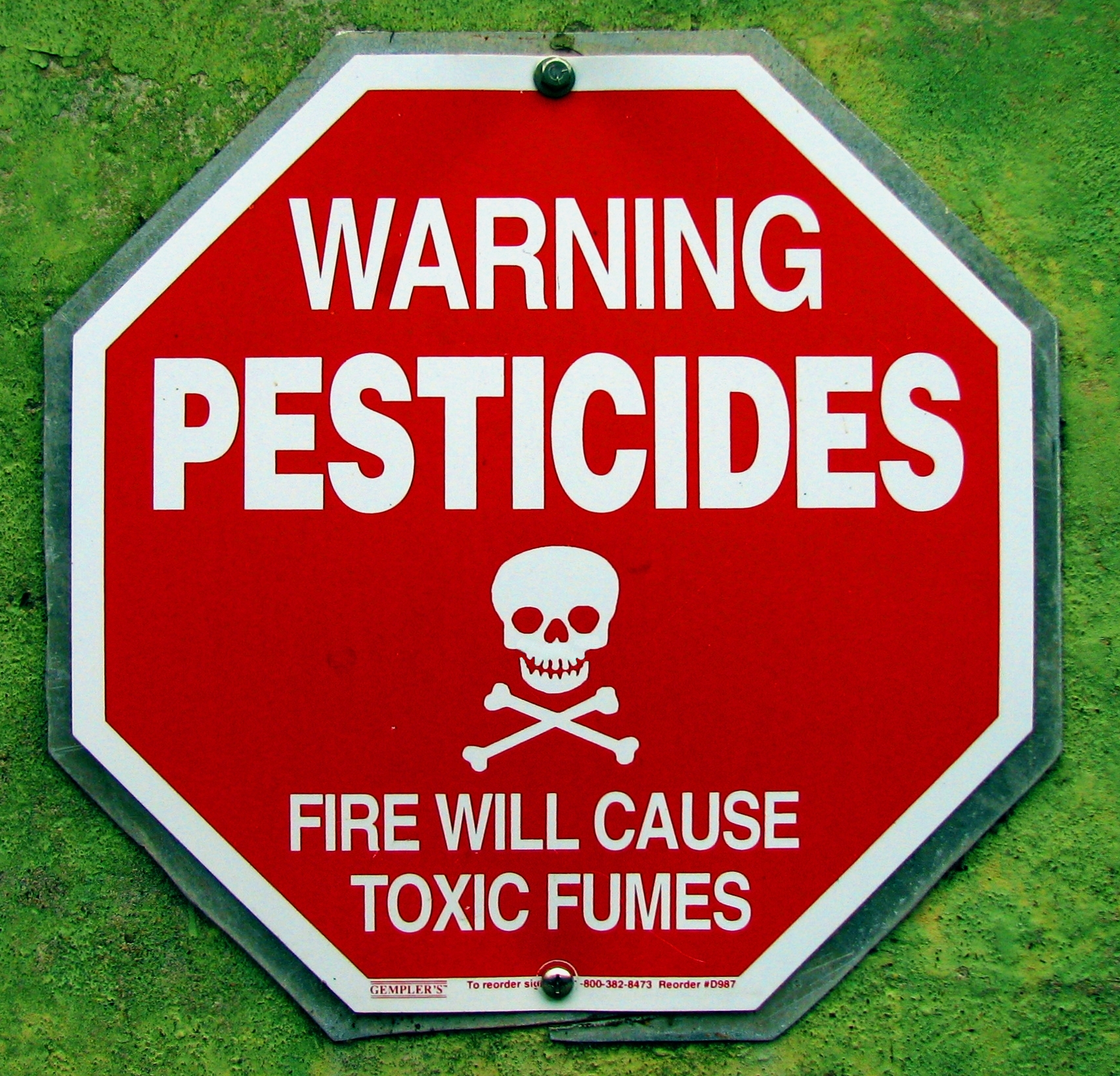
إشارة تحذيرية من احتمالية التعرض لمبيدات الآفات.

تتسبب مبيدات الآفات في بعض التأثيرات الصحية الحادة والمؤجلة عند هؤلاء الذين يتعرضون لها. فالتعرض لمبيدات الآفات قد يتسبب في وقوع بعض الآثار الصحية المتنوعة. ونلاحظ أن تلك التأثيرات قد تتنوع من تهيج الجلد والعينين البسيط إلى بعض التأثيرات الحادة مثل التأثير على الجهاز العصبي، هرمونات المحاكاة مسببةً مشكلات إنجابية، وكذلك التسبب في الإصابة بالسرطان. حيث وجد استعراض منهجي لعام 2007 أن «غالبية الدراسات على سرطان الغدد الليمفاوية لغير هودكين وسرطان الدم اللوكيميا أظهرت وجود ارتباطات إيجابية مع التعرض لمبيدات الآفات» ومن ثم توصلت إلى أنه لابد من التقليل من الاستخدام المحلي لمبيدات الآفات. كما ظهرت أدلة قوية للنتائج السلبية الأخرى للتعرض لمبيدات الآفات ومنها التأثيرات العصبية، التشوهات الخلقية، وفيات ما قبل الولادة وأثنائها  واضطرابات النمو العصبية (بالإنجليزية:  neurodevelopmental disorder)‏.
تنصح الجمعية الطبية الأمريكية (بالإنجليزية:  American Medical Association)‏ التعرض المحدود لمبيدات الآفات والاستخدام الآمن للبدائل 
هذا وقد وجدت إحدى الدراسات أن التسمم الذاتي بمبيدات الآفات إحدى سبل الانتقاء للانتحار عند ثلث حالات الانتحار عبر أرجاء العالم، ونصحت أنه من بين أشياءٍ أخرى، بفرض العديد من القيود على مختلف أنواع مبيدات الآفات التي تعتبر ضارة للإنسان.

## الفوائد
هناك مستويان لفوائد استخدام مبيدات الآفات، أولي وثانوي، الفوائد الأولية تمثل مكاسب مباشرة من وراء استخدام مبيدات الآفات وفوائد ثانوية تمثل التأثيرات على المدى الطويل.

### الفوائد الأولية لاستخدام مبيدات الآفات
1  مكافحة الآفات وناقلات أمراض النبات 
- تحسين إنتاجية المحاصيل/ الماشية
- تحسين جودة المحاصيل/ الماشية
- مكافحة الأجناس الغازية.

2  مكافحة ناقلات الأمراض البشرية/ الحيوانية والكائنات المزعجة 
- إنقاذ حياة البشر وتقليص المعاناة
- إنقاذ حياة الحيوانات وتقليل المعاناة
- احتواء الأمراض جغرافياً

3  الوقاية من مكافحة الكائنات الحية المؤذية لأنشطة الإنسان وبناياته 
- رؤية السائقين بدون عائق
- الوقاية من مخاطر الاشجار/ الجنان/ الأوراق
- حماية البنى الخشبية 

### الفوائد الثانوية
1  فوائد المجتمع 
- عوائد الزراعة والأعمال الزراعية
- تحسين التغذية والصحة
- الأمن والأمان الغذائي

2  فوائد قومية وطنية 
- زيادة الكفاءة الإنتاجية لفرق العمل المختلفة
- زيادة عوائد التصدير
- الاقتصاد الزراعي القومي

3 فوائد عالمية 
- توفير وتأمين موارد الغذاء الآمنة المتنوعة
- تقليص انبعاث غازات الصوب الخضراء
- تقليص القلق وعدم الراحة المدنية 

### المال والعملة
يتم توفير أربعة دولارات أمريكية في المحاصيل مقابل كل دولارٍ يُنفَق على مبيدات الآفات في المحاصيل الزراعية. وهذا يعني أنه بُناءً على المبالغ التي يتم انفاقها سنوياً على مبيدات الآفات، والتي تُقَدَّرُ بعشرة مليارات دولاراً أمريكياً سنوياً، يكون هناك توفير بقيمة 40 مليار دولاراً أمريكياً إضافياً في المقابل في المحاصيل الزراعية والتي قد تكون عرضةً للفقدان والخسارة جراء الضرر الذي قد تتسبب به الحشرات والأعشاب الغازية الضارة. وبصورةٍ عامةٍ، يستفيد المزارعون من زيادة إنتاجية المحاصيل ومن قدرتهم على زراعة مزيداً متنوعاً من المحاصيل على مدار العام. هذا ويستفيد مستهلكوا المنتجات الزراعية من قدرتهم على تحمل وتوفير كمياتٍ كبيرةٍ من المنتج المنتاح على مدار العام. هذا ويستفيد عامة المستهلكين من استخدام مبيدات الآفات في مكافحة الأمراض المنتقلة عن طريق الحشرات، والتي منها مثلاً مرض الملاريا. فاستخدام مبيدات الآفات ينتج سوقاً واسعاً لفرص العمل، والذي يوفر مزيداً من الوظائف لكل من يعمل في تلك الصناعة.

## البدائل
تتوافر بدائل لمبيدات الآفات وتشتمل طرق الزراعة، استخدام سبل مكافحة الآفات الحيوية (بالإنجليزية:  biological pest control)‏ (مثل الفيرمونات (pheromones) ومبيدات الآفات الميكروبية)، الهندسة الوراثية، وكذلك سبل التدخل في نمو الآفات. هذا وتم تطبيق طريقة تحويل ساحة النفايات إلى أسمدة كإحدى طرق مكافحة الآفات. ونلاحظ أن استخدام تلك الطرق آخذ في التزايد بصورةٍ ملائمةٍ وغالباً ما يكون أأمن من مبيدات الآفات الكيميائية التقليدية. هذا بالإضافة إلى أن وكالة حماية البيئة الأمريكية تسجل المبيدات الحشرية الأقل خطورة بأعدادٍ متزايدةٍ في أيامنا هذه.
و تشتمل ممارسات الزراعة تطبيق طريقة الزراعة المتعددة (بالإنجليزية:  polyculture)‏ (و هي عبارة عن زراعة أنواعٍ عدةٍ من النباتات)، الدورات الزراعية، زراعة المحاصيل في مناطقٍ لا تعيش فيها الآفات التي تقوم بتدمير تلك المحاصيل الزراعية، توقيت الزراعة بناءً على الموعد الذي تكون فيه الآفات في أقل مستوى لها من غثارة المشكلات والضرر، وكذلك استخدام المحاصيل المصايد (trap crop) وهي عبارة عن تلك النباتات التي تجتذب الآفات بعيداً عن المحصول الحقيقي. وفي الولايات المتحدة الأمريكية، نجح المزارعون في مكافحة الحشرات من خلال رشها بالمياه الساخنة بتكلفةٍ تُقَدَّرُ بنفس تكلفة رش مبيدات الآفات.
هذا ويتعتبر تطبيق طريقة إطلاق الكائنات الحية الأخرى لمحاربة آفةٍ ما مثالاً آخراً لبديل استخدام مبيدات الآفات. وقد تتضمن تلك الكائنات الحية استخدام الملقحات الطبيعية، أو الطفيليات التي تعيش على تلك الآفات. حيث تتسبب مبيدات الآفات الحيوية القائمة على الفطريات الممرضة للحشرات  (بالإنجليزية:  entomopathogenic fungus)‏، البكتريا، والفيروسات في إصابة أجناس الآفات بالأمراض ومن ثم يمكن استخدامها كأحد بدائل استخدام مبيدات الآفات الكيميائية.
كما أن عملية التدخل في تكاثر الحشرات يمكن تحقيقه من خلال جعل ذكور الأصناف المستهدفة عقماً وإطلاقها للبيئة الطبيعية، ومن ثم تتزاوج (بالإنجليزية:  mating)‏ مع إناثٍ من أجناسها ولكنها لا تنتج ذريةً جديدةً. وقد استُخدِم هذا الأسلوب للمرة الأولى مع ذبابة الدودة الحلزونية (screw-worm fly) والمعروفة علمياً باسم (بالإنجليزية:  Cochliomyia hominivorax)‏ في عام 1958 ومنذ ذلك الحين تم استخدامه مع ذبابة فاكهة البحر المتوسط  (medfly) وعثة الغجر  (بالإنجليزية:  gypsy moth)‏. على الرغم من ذلك، فإن تلك التقنية قد تكون مكلفة، مستهلكة للوقت بالإضافة إلى أنها لا تكون فعالة سوى مع بعض أنواع الحشرات.
و من البدائل الأخرى لمبيدات الآفات استخدام المعالجة الحرارية للتربة من خلال البخار. فتعقيم التربة بالبخار (بالإنجليزية:  Soil steam sterilization)‏ يقتل الآفات ويزيد من تحسن صحة التربة. [هل المصدر موثوق به؟]
و في الهند، اشتملت بعض سبل مكافحة الآفات التقليدية على استخدام (Panchakavya)، وهو «خليط خمسة منتجات». حيث شهدت تلك الطريقة طفرةً جديدةً في استخدامها مؤخراً نتيجة استخدامها جزئياً في مجتمعات الزراعة العضوية. [هل المصدر موثوق به؟]

### إستراتيجية السحب والدفع
نشأ مصطلح «الدفع والجذب» في عام 1987 كمنهجيةٍ للمكافحة المتكاملة للآفات (integrated pest management). وتستخدم تلك الاستراتيجية خليطاً من مثيرات تعديل السلوك لمعالجة توزيع وغزارة الحشرات. فعملية «الدفع» تعني أن يتم محاربة الحشرات وردعها من أي مصدرٍ تواجدت عليه ويكون محمياً. أما عملية «الجذب» فتعني استخدام مثيراتٍ محددةٍ (مثيرات شبه كيميائية، الفيرمونات، الإضافات الغذائية، مثيرات بصرية، النباتات المعدلة وراثياً، إلخ) لحماية الآفات من اصطياد المحاصيل نتيجة تعرضها للقتل بسبب تلك المثيرات المختلفة. هذا وتنتشر العديد من المكونات المشاركة بهدف تنفيذ إستراتيجية الدفع والجذب في لمكافحة المتكاملة للآفات (integrated pest management).
أُجريت العديد من دراسات الحالة لفحص واختبار فعالية منهجية الدفع والجذب عبر أرجاء العالم أجمع. وقد تم تطوير أفضل إستراتيجية للدفع والجذب في أفريقيا لزراعة الكفاف (subsistence farming). هذا وقد أُجريت دراسةٌ أخرى ناجحة على مكافحة آفة  Helicoverpa  في محاصيل القطن في أستراليا. وفي أوروبا، الشرق الأوسط، والولايات المتحدة الأمريكية، نجحت سياسة الدفع والجذب في مكافحة آفة  Sitona lineatus  في حقول الفول . بالإضافة إلى العديد من الحالات التي كانت فيها تلك الاستراتيجية أكثر نفعاً من مجرد استخدام مبيدات الآفات على المحاصيل ببساطة.
و من بعض مزايا تطبيق طريقة الدفع والجذب الاستخدام الأقل للمواد الكيميائية والحيوية بالإضافة إلى الحماية الأفضل ضد توطن الحشرات في طريقة مكافحة الآفات. إلا أن من أشهر عيوب تلك الطريقة أنه لو كان هناك نقصاً في المعرفة الملائمة للبيئة السلوكية والكيميائية لتفاعلات الآفة والعائل ومن ثم فهذه الطريقة لا يمكن الاعتماد عليها. هذا بالإضافة إلى أنه وذلك بسبب عدم ملائمة طريقة الدفع والجذب لتكاليف تسجيل وتنفيذ طريقة المكافحة المتكاملة للآفات حيث أنها مرتفعة جداً.

### الفعالية
تظهر بعض الأدلة أ، بدائل المبيدات الآفات قد تكون فعالة تماماً مثل استخدام الكيمياويات. فعلى سبيل المثال، فقد اقتسمت السويد استخدامها لمبيدات الآفات بالكاد مع أي تقليصٍ في محاصيلها. أما في أندونيسيا، فقد حدَّ المزارعون من استخدام مبيدات الآفات على حقول الأرز بنسبة 65% وشهدت زيادةً في إنتاج المحصول بنسبة 15%. كما وجدت دراسةٌ أُجريت على ناتج محصول الذرة في فلوريدا الشمالية أن تطبيق إستراتيجية تحليل ساحة النفايات إلى أسمدة (composted yard waste) ذات نسبة الكربون إلى النيتروجين العالية في الحقول الزراعية أكثر فاعليةٍ في تقليل أعداد طفيليات الديدان الإسطوانية التي تعيش على النباتات وزيادة إنتاجية المحصول، مع زيادةٍ في الإنتاجية تتراوح من 10% إلى 212%؛ إلا أن التأثيرات الملاحظة كانت طويلة الأمد، حيث لم تكن تظهر غالباً حتى الموسم الثالث من تطبيق الدراسة.
على الرغم من ذلك تتزايد مقاومة مبيدات الآفات. ففي الأربعينات من القرن العشرين، خسر مزارعوا الولايات المتحدة الأمريكية 7% من محاصيلهم بسبب الآفات. إلا أنه منذ فترة الثمانينات من القرن العشرين، تزايدت الخسارة لتصل إلى 13%، على الرغم من استخدام المزيد من مبيدات الآفات. فما يتراوح بين 500 و1000 حشرةً وعشباً قد طوروا جميعاً مقاومةً خاصةً لمبيدات الآفات منذ عام 1945 م.

## التشريعات

### الدولية
اعتمد الاتحاد الأوروبي في أوروبا تشريعاً يحظر استخدام مبيدات الآفات عالية السمية والتي تعتبر مواداً مسرطنةً، مطفرةً وسامةً للإنتاج، فهي عبارة عن تلك المواد الثابتة، المتراكمة حيوياً والسامة (PBT)، أو تلك المواد المخلة للغدد الصماء، أو مواداً ثابتة جداً ومتراكمة جداً حيوياً (vPvB). [هل المصدر موثوق به؟] هذا وتم اعتماد المقاييس اللازمة لتحسين السلامة العامة لمبيدات الآفات عبر كافة أرجاء الدول الأعضاء بالإتحاد الأوروبي.
و على الرغم من اختلاف تشريعات مبيدات الآفات من دولةٍ لأخرى، فإن مبيدات الآفات ومنتجاتها والتي تُستخدم لأجلها يتم تبادلها تجارياً عبر الحدود الدولية. وللتعامل مع كافة التناقضات في التشريعات بين الدول، فقد تبنت الوفود المجتمعة في مؤتمرٍ لمنظمة الأغذية والزراعة التابعة للأمم المتحدة قانوناً دولياً لقواعد السلوك المرتبطة بتوزيع واستخدام مبيدات الآفات (International Code of Conduct on the Distribution and Use of Pesticides) في عام 1985، وذلك بهدف صياغة معايير تطوعية لتشريعات مبيدات الآفات تُطبق على الدول كلها باختلافها. وقد تم تحديث القانون في عامي 1998 و2002. وقد صرحت منظمة الفاو أن القانون قد رفع من الوعي حول مخاطر مبيدات الآفات وقلَّص من عدد الدول التي لم تفرض قيوداً على استخدام مبيدات الآفات.
هذا وبُذِلَت ثلاث جهودٍ متلاحقةٍ أخرى لتحسين تشريعات تجارة مبيدات الآفات الدولية والتي تمثلت في مباديء الأمم المتحدة التوجيهية في لندن لتبادل المعلومات حول المواد الكيماوية في التجارة الدولية (United Nations London Guidelines for the Exchange of Information on Chemicals in International Trade) وكذلك دستور الأمم المتحدة الغذائي (United Nations Codex Alimentarius Commission) [هل المصدر موثوق به؟]. حيث سعت السابقة لتنفيذ إجراءات ضمان توافر الموافقة المسبقة عن علمٍ بين الدول التي تشتري وتبيع مبيدات الآفات، في حين تسعى اللاحقة إلى صياغة معاييرٍ موحدةٍ للمستويات القصوى من بقايا مبيدات الآفات فيما بين الدول المشاركة. ولكننا نلاحظ أن كلتا التفاقيتين تعملان على أساسٍ تطوعيٍ.
صُممت تربية سلامة مبيدات الآفات وتشريع تطبيق استخدام مبيدات الآفات لحماية العامة من سوء استخدام مبيدات الآفات، إلا أنهما لا يستطيعا تجنب كل ضرر سوء الاستخدام. ومن ثم فتصبح المكافحة المتكاملة للآفات، وهي عبارة عن استخدام منهجياتٍ متعددةٍ لمكافحة الآفات، واسعة التطبيق وتم استخدامها بنجاحٍ في دولٍ مثل أندونيسيا، الصين، بنغلاديش، الولايات المتحدة الأمريكية، أستراليا، والمكسيك. وتحاول سبل المكاحة المتكاملة للآفات تحديد أكثر التأثيرات انتشاراً للتفاعل الذي يقع على عاتق النظام البيئي، ومن ثم لا يتم الإضرار بالتوازن الطبيعي. هذا وقد تم تطوير مجموعةٍ أخرى من مبيدات الآفات، منها المشتقات الحيوية والنباتية بالإضافة إلى بدائلٍ يُعْتَقد أنها تقلل من المخاطر الصحية والبيئية. هذا بالإضافة إلى أنه يتم تشجيع مطبقي استخدام مبيدات الآفات للوضع في الاعتبار سبل المكافحة البديلة وتبني الطرق التي تهدف إلى تقليل استخدام مبيدات الآفات الكيميائية.
هذا ويمكن إنتاج مبيدات الآفات التي تستهدف دورة حياة آفة بعينها، والتي من المكن أن تكون أكثر صداقةٍ للبيئة. فعلى سبيل المثال، ديدان كيس البطاطا الإسطوانية (potato cyst nematodes) تنشأ من أكياسها الحافظة استجابةً لإفرازات البطاطا الكيميائية؛ فهي تتغذى على البطاطا وتفسد المحصول. إلا أن مادة كيميائية مثيلة يمكن تطبيقها على الحقول مبكراً، قبيل زراعة البطاطا، مما يتسب في نشأة الديدان الإسطوانية مبكراً وجوعها في غياب البطاطا.

### الولايات المتحدة الأمريكية
(بالإنجليزية:  Pesticide regulation in the United States)‏

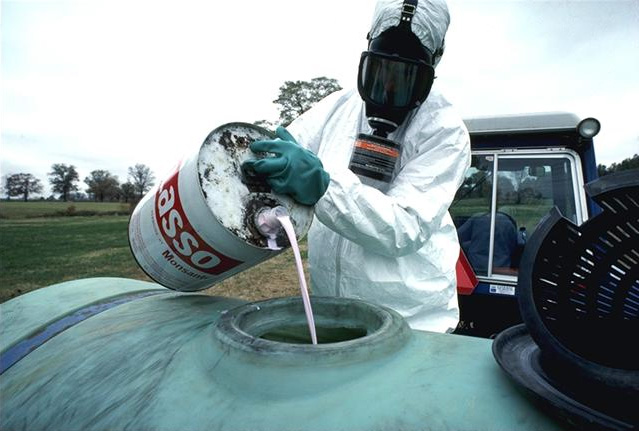
التجهيز لاستخدام مبيدات الآفات الخطيرة في الولايات المتحدة الأمريكية.

يجب اعتماد وكالات وأجهزة الحكومة لمبيدات الآفات بغرض البيع والاستخدام في العديد من الدول. ففي الولايات المتحدة الأمريكية، تعتبر وكالة حماية البيئة الأمريكية المسؤول عن تشريع وتنظيم ميبدات الآفات وفقاً لقانون مبيدات الحشرات، مبيدات الفطريات ومبيدات القوارض الفيدرالي (بالإنجليزية:  Federal Insecticide, Fungicide, and Rodenticide Act)‏ وكذلك وفقاً لقانون حماية جودة الغذاء  (بالإنجليزية:  Food Quality Protection Act)‏. هذا ويجب إجراء الدراسات المكلفة المعقدة للإشارة إلى ما إذا كانت المادة المستخدمة آمنة ليتم استخدامها بالإضافة إلى كونها فعالة أم لا ضد الآفة المقصودة. [هل المصدر موثوق به؟] فوكالة حماية البيئة الأمريكية تنظم استخدام مبيدات الآفات لضمان أن هذه المنتجات لا تفرض تأثيراتٍ ضارةٍ على البشر أو على البيئة. هذا وما زالت مبيدات الآفات المنتجة قبيل عام 1984 ما زالت واقعة تحت التقييم بهدف مقابلة المعايير التشريعية والعلمية. كما أن كل مبيدات الآفات المسجلة يتم مراجعتها كل 15 عاماً لضمان أنها تقابل المعايير الملائمة. وخلال عملية التسجيل، تم إنتاج وسمةً. حيث تحتوي الوسمة على إتجاهاتٍ للاستخدام المناسب للمادة. وبناءً على التسمم الحاد، تم ضم مبيدات الآفات لطبقة السموم.
فبعض مبيدات الآفات تعتبر شديدة الخطورة ليتم بيعها للعام والتي تم تحديدها ضمن مبيدات الآفات محظورة الاستخدام. إلا أن المطبقون المعتمدين فقط، والذين سبق لهم أن اجتازوا اختباراً فاحصاً، هم المخولون بشراء أو الإشراف على تطبيق الاستخدام المحظور لمبيدات الآفات. كما أنه يُطالب ببالحفاظ على سجلات للمبيعات والاستخدام ولربما يتم مراجعتها من خلال أجهزة الحكومة المعنية بتنفيذ تشريعات مبيدات الآفات. [هل المصدر موثوق به؟]
كما تشرع وكالة حماية البيئة الأمريكية استخدام مبيدات الآفات تحت بنود قانونين رئيسيين، كليهما تم تعديله بواسطة قانون حماية جودة الغذاء الأمريكية في عام 1996. وبالإضافة إلى وكالة حماية البيئة الأمريكية، فقد قامت كلٌ من وزارة الزراعة الأمريكية وإدارة الدواء والغذاء الأمريكية بوضع مجموعة من المعايير لمستوى بقايا ميدات الآفات المسموح بها على أو في المحاصيل. ومن ثم فتهدف وكالة حماية البيئة الأمريكية إلى ما قد يُصاحب التأثيرات الصحية والبيئية المحتملة مع استخدام مبيدات الآفات.
هذا بالإضافة إلى أن وكالة حماية البيئة الأمريكية تستخدم عملية مجلس الأبحاث الأمريكي رباعية الخطوات لتقييم مخاطر الصحة البشرية: (1) تشخيص المخاطر، (2) تقييم الجرعة- رد الفعل، (3) تقييم التعرض و (4) توصيف المخاطر.

## التأريخ
استخدم البشر مبيدات الآفات منذ ما قبل 2000 قبل الميلاد لحماية محاصيلهم. وكان أول مبيد آفاتٍ عُرِفَ تراب الكبريت العنصري والذي استخدمه قدماء السوماريين منذ ما يقرب من 4500 عاماً في بلاد ما بين النهرين. وبحلول القرن الخامس عشر، تم استخدام الكيماويات السامة مثل الزرنيخ، الزئبق والرصاص على المحاصيل لقتل الآفات. أما في القرن السابع عشر، فقد استخلص كبريتات النيكوتين من أوراق التبغ لاستخدامها كمبيدٍ حشريٍ. وشهد القرن التاسع عشر تصنيع غثنين من مبيدات الآفات الطبيعية، البايرثروم، والمشتق من الأقوانيات والروتينون، والمشتق من جذور الخضروات الاستوائية. وحتى فترة الخمسينات من القرن العشرين، كانت مبيدات الآفات القائمة على الزرنيخ هي المسيطرة. إلا أن اكتشاف بول مولر لثنائي كلورو ثنائي فينيل ثلاثي كلورو الإيثان والذي كان مؤثراً في مجال مبيدات الحشرات. ونلاحظ أن الكلوريات العضوية كانت المسيطرة بين مبيدات الآفات ومنها الدي دي تي، إلا أنه تم استبدالها في الولايات المتحدة الأمريكية عام 1975 بالكبريتات العضوية والكربامات. ومنذ ذلك الوقت، أصبحت مركبات البيرثرين (pyrethrin) المبيدات الحشرية المسيطرة في المجال. هذا وانتشر استخدام مبيدات الأعشاب في فترة الستينات من القرن العشرين، تحت قيادة "التريازين والمربكات الأخرى القائمة على النيتروجين، الأحماض الكربوكسيلية ومنها 2.4 حمض ثنائي كلوروأسيتيك وغليفوسات  (glyphosate)."
و كان أول تشريعٍ لتوفير السلطة الفيدرالية لتنظيم وتشريع استخدام مبيدات الآفات قد تم سنه في 1910  ؛ على الرغم من ذلك، وبعد مرور عقودٍ خلال قيام المصنعين في الأربعينات من القرن العشرين بإنتاج كمياتٍ ضخمةٍ من مبيدات الآفات الاصطناعية وأصبحت قاعدة استخدامها واسعةً جداً. وقد اعتبرت بعض المصادر العقدين الخامس والسادس من القرن العشرين بداية "حقبة مبيدات الآفات  ". وعلى الرغم من تأسيس وكالة حماية البيئة الأمريكية في عام 1970 وإجراء تعديلاتٍ على قانون مبيدات الآفات في 1972 ، إلا أن استخدام مبيدات الآفات قد تزايد بمعدل خمسين مرةً عن سابقه منذ عام 1050 وأن 2.3 مليون طناً من مبيدات الآفات الصناعية يتم استخدامها حالياً سنوياً. ونلاحظ أن نحو 75% من معدل استخدام مبيدات الآفات في العالم أجمع يقع في الدول المقتدمة وحدها، إلا أن الاستخدام متزايد في الدول النامية كذلك. وفي عام 2001، أوقفت وكالة حماية البيئة الأمريكية التقرير سنوياً عن إحصائيات استخدام مبيدات الآفات. وقد أُجريت دراسة عن إتجاهات استخدام مبيدات الآفات في الولايات المتحدة الأمريكية في عام 1997 ونشرها عام 2003 مركز المكافحة المتكاملة للآفات التابع لمؤسسة العلوم الوطنية.
وفي فترة الستينات من القرن العشرين، اكتُشِف أن مبيد الدي دي تي يمنع العديد من الطيور آكلة السمك من التكاثر، والذي كان يمثل تهديداً خطيراً للتنوع الحيوي. مما دعى راشيل كارسون إلى كتابة أفضل كتاب من ناحية المبيعات تحت عنوان «الربيع الصامت» حول التضخم الحيوي (Biomagnification). ومن هنا فقد تم حظر الاستخدام الزراعي لمادة الدي دي تي وفقاً اتفاقية استكهولم بشأن الملوثات العضوية الثابتة، إلا أنها ما زالت مستخدمة في بعض الدول النامية للوقاية من الإصابة بمرض الملاريا بعض الأمراض المدارية الأخرى من خلال الرش على الحوائط الداخلية لقتل أو محاربة البعوض.

## قراءات إضافية
كتب
- Greene, Stanley A.; Pohanish, Richard P. (editors) (2005). كتيب سيتيغ لمبيدات الآفات والمواد الكيميائية الزراعية. SciTech Publishing, Inc. {{استشهاد بكتاب}}: |مؤلف= باسم عام (مساعدة) والوسيط غير المعروف |الرقم المعياري= تم تجاهله يقترح استخدام |ردمك= (مساعدة)صيانة الاستشهاد: أسماء متعددة: قائمة المؤلفين (link)
- Tomlin, Clive (editor) (2006). "دليل مبيدات الآفات", 14th edition, 1350 pages. British Crop Protection Council (BCPC). {{استشهاد بكتاب}}: |مؤلف= باسم عام (مساعدة) والوسيط غير المعروف |الرقم المعياري= تم تجاهله يقترح استخدام |ردمك= (مساعدة)
- Hamilton, Denis; Crossley, Stephen (editors) (2004). بقايا مبيدات الآفات في الطعام ومياه الشرب. J. Wiley. {{استشهاد بكتاب}}: |مؤلف= باسم عام (مساعدة) والوسيط غير المعروف |الرقم المعياري= تم تجاهله يقترح استخدام |ردمك= (مساعدة)صيانة الاستشهاد: أسماء متعددة: قائمة المؤلفين (link)
- Hond, Frank؛ وآخرون (2003). مبيدات الآفات: المشكلات، التحسينات والبدائل. Blackwell Science. {{استشهاد بكتاب}}: Explicit use of et al. in: |مؤلف= (مساعدة) والوسيط غير المعروف |الرقم المعياري= تم تجاهله يقترح استخدام |ردمك= (مساعدة)
- Kegley, Susan E.; Wise, Laura J. (1998). مبيدات الآفات في الخضار والفاكهة. University Science Books. {{استشهاد بكتاب}}: الوسيط غير المعروف |الرقم المعياري= تم تجاهله يقترح استخدام |ردمك= (مساعدة)صيانة الاستشهاد: أسماء متعددة: قائمة المؤلفين (link)
- Levine, Marvin J. (2007). مبيدات الآفات: قنبلة موقوتة سامة في منطقة الشرق الأوسط. Praeger Publishers. {{استشهاد بكتاب}}: الوسيط غير المعروف |الرقم المعياري= تم تجاهله يقترح استخدام |ردمك= (مساعدة)
- Ware, George W.; Whitacre, David M. (2004). كتاب مبيدات الآفات. Meister Publishing Co. {{استشهاد بكتاب}}: الوسيط غير المعروف |الرقم المعياري= تم تجاهله يقترح استخدام |ردمك= (مساعدة)صيانة الاستشهاد: أسماء متعددة: قائمة المؤلفين (link)
- Watson, David H. (editor) (2004). مبيدات الآفات، البقايا الحيوانية والأخرى في الأطعمة. Woodhead Publishing. {{استشهاد بكتاب}}: |مؤلف= باسم عام (مساعدة) والوسيط غير المعروف |الرقم المعياري= تم تجاهله يقترح استخدام |ردمك= (مساعدة)

مقالات في مجلات
- Walter A. Alarcon؛ وآخرون (يوليو 2005). "المرض الحاد المصاحب للتعرض لبيمدات الآفات في المدارس". Journal of the American Medical Association. ج. 294 ع. 4: 455–465. DOI:10.1001/jama.294.4.455. PMID:16046652. {{استشهاد بدورية محكمة}}: Explicit use of et al. in: |مؤلف= (مساعدة)
- ملوثات منظمة الصحة العالمية الثابتة العضوية: التأثيرات على صحة الطفل.

أخبار
- Janofsky، M (4 أغسطس 2006). "نصائح وكالة حماية البيئة الأمريكية حول حدود آلاف الاستخدامات لمبيدات الآفات". New York Times. مؤرشف من الأصل في 2019-04-02. اطلع عليه بتاريخ 2006-08-24.
- Janofsky، M (2 أغسطس 2006). "الإتحادات تقول أن وكالة حماية البيئة الأمريكية تخضع للضغوط السياسية". New York Times. مؤرشف من الأصل في 2019-09-08. اطلع عليه بتاريخ 2007-10-10.
- Kaiser, J (يونيو 2005). "مسببات اضطراب الغدد الصماء تثير مشكلات خصوبة لأجيالٍ متعددةٍ". Science. ج. 308 ع. 5727: 1391–1392. DOI:10.1126/science.308.5727.1391a. PMID:15933166.
- Kaiser, J (مايو 2005). "المنزل يُغلف الدراسات البشرية لمبيدات الآفات". Science. ج. 308 ع. 5726: 1234. DOI:10.1126/science.308.5726.1234b. PMID:15919959.
- Webster, P (ديسمبر 2004). "دراسة خلصت إلى وجود تلوث ضخم في منطقة القطب الشمالي الروسي". Science. ج. 306 ع. 5703: 1875. DOI:10.1126/science.306.5703.1875a. PMID:15591171.
- Stokstad, E (نوفمبر 2004). "انتقاد وكالة حماية البيئة الأمريكية لدراسة آثار تعرض الطفل لمبيدات الآفات". Science. ج. 306 ع. 5698: 961. DOI:10.1126/science.306.5698.961. PMID:15528421.
- Helmuth, L (نوفمبر 2000). "مبيدات الآفات تتسب في مرض باركينسون في الفئران". Science. ج. 290 ع. 5494: 1068. DOI:10.1126/science.290.5494.1068a. PMID:11184997.
- Adam, D (نوفمبر 2000). "استخدام مبيدات الآفات مرتبط بمرض باركينسون". Nature. ج. 408 ع. 6809: 125. DOI:10.1038/35041740. PMID:11089940.